# Tapinotorquis
Tapinotorquis is een geslacht van spinnen uit de familie hangmatspinnen (Linyphiidae).

## Soorten
De volgende soorten zijn bij het geslacht ingedeeld:
- Tapinotorquis yamaskensis Dupérré & Paquin, 2007